# Casa de l'Infant
La Casa de l'Infant, o Casa Roqueta, és un edifici de la vila de Vilafranca de Conflent, a la comarca d'aquest nom, de la Catalunya del Nord. Està inventariat com a monument històric.
Està situada en el número 67 del carrer de Sant Joan, en el sector nord-oriental de la vila. Hi corresponen les parcel·les cadastrals 62 i 63.

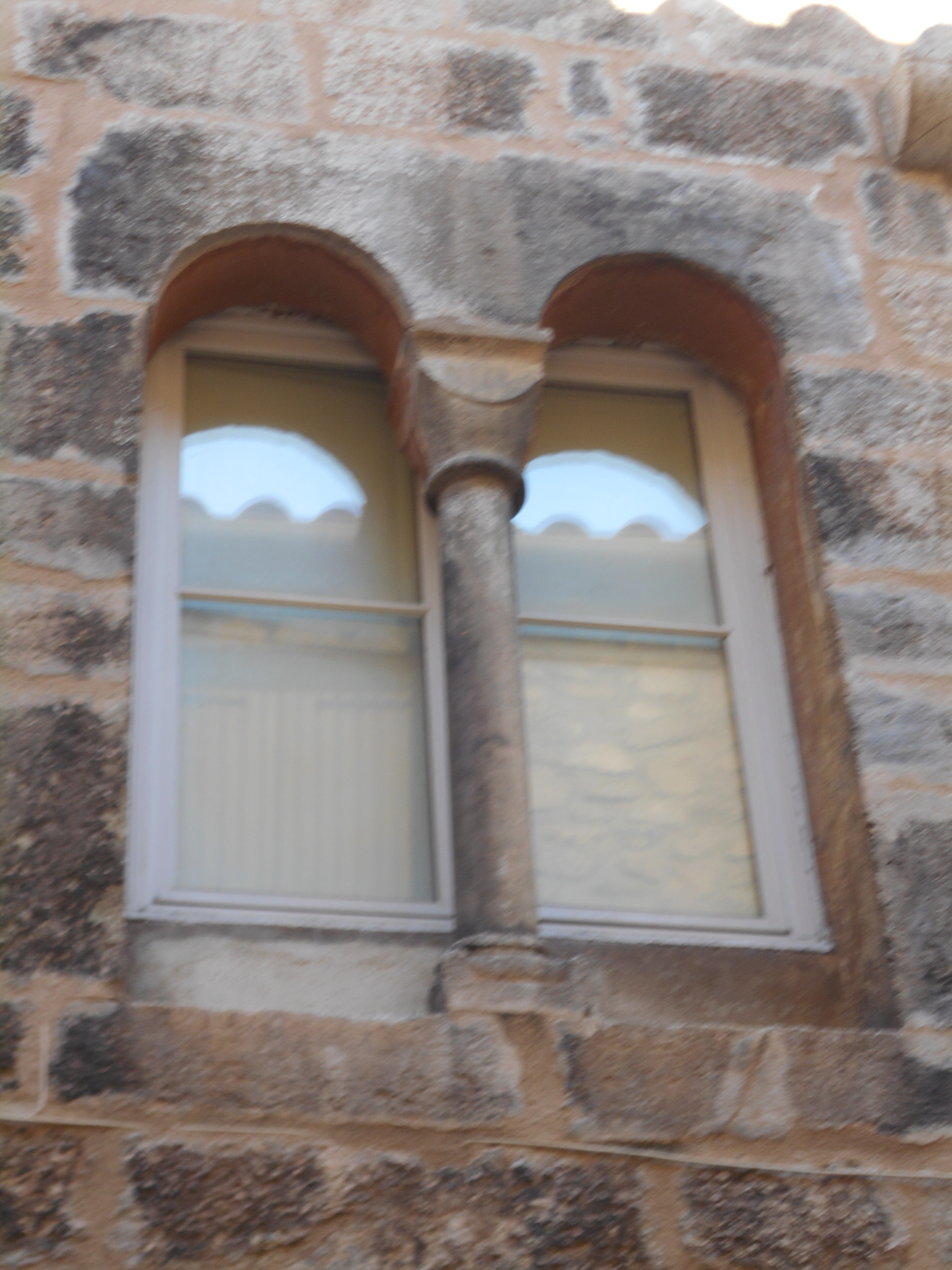
Detall de la finestra romànica

És un edifici del segle xiii. El nom de la casa li va ser donat a partir de la publicació de la novel·la The Infante de Louis Bertrand. Fins al 1955 la casa tenia dos arcs, que van desaparèixer.
L'edifici té quatre plantes. El primer pis té una finestra geminada romànica, amb una columna. Hi ha una llinda semicircular a sobre de cada forma. S'observa una columna cúbica amb panell cònic. Al segon pis hi ha tres consoles adherides a la façana. El pis superior és més modern.